# Лісосавана Західного Конго
Лісосавана Західного Конго або Західноконголезька мозаїка лісу та савани (ідентифікатор WWF: AT0723) — афротропічний екорегіон тропічних та субтропічних луків, саван і чагарників, розташований в Центральній Африці.

## Географія
Екорегіон лісосавани Західного Конго розташований на півдні Габону, на заході Республіки Конго, на південному заході Демократичної Республіки Конго та на півночі Анголи. Він охоплює рівнини та розчленовані плато, що лежать між басейном Конго на сході та Атлантичним океаном на заході. Нижня течія річки Конго проходить черед екорегіон, в ньому також знаходиться система водоспадів Лівінгстона. Висота плато, розташованих на північ від Конго, становить в середньому 650 м над рівнем моря. Подекуди серед них трапляються каньйони глибиною до 300 м.
На заході екорегіон переходить у вологі конголезькі прибережні ліси, а на півночі — у рівнинні ліси Північно-Західного Конго. На сході, на південь від річки Конго, починаються південноконголезькі лісосавани. На південь від регіону поширені ангольські міомбові рідколісся. На південному заході, на південь від дельти Конго, вздовж узбережжя Атлантичного океану, поширені савани та рідколісся Ангольського уступу. В самій дельті Конго поширені центральноафриканські мангри.
Міста Кіншаса та Браззавіль, столиці ДР Конго та Республіки Конго відповідно, розташовані в екорегіоні, один навпроти одного, на різних берегах Конго. Серед інших великих міст, розташованих в екорегіоні, слід відзначити Матаді, головний морський порт ДР Конго, та Кабінду, столицю однойменного ангольського ексклаву.

## Клімат
В межах екорегіону переважає саванний клімат (Aw за класифікацією кліматів Кеппена). Середні максимальні температури коливаються від 30 °C в низовинах до 21 °C на вершинах плато, а середні мінімальні температури коливаються від 21 °C до 15 °C. Середньорічна кількість опадів коливається від 1200 до 1400 мм.
Протягом останніх 2,5 мільйонів років, під час кліматичних коливань, пов'язаних із настанням та завершенням льодовикових періодів, площа лісів в екорегіоні розширювалася та скорочувалася. Востаннє площа лісів скоротилася 3000-2500 років тому, під час посушливого періоду. Протягом останніх 2000 років площа лісів розширювалася, і є свідчення того, що цей процес продовжується і досі.

## Флора
Основними рослинними угрупованнями екорегіону є порослі деревами савани, що перемежовуються ділянками лісів. Галерейні ліси простягаються вузькими смугами вздовж Конго та інших річок. За видовим складом галерейні ліси є подібними до конголезьких дощових лісів, розташованих на північному сході. 
На плато Батеке поширені сухі вічнозелені ліси. На піщаних калахарійських ґрунтах у південно-східній частині екорегіону ростуть густі сухі ліси, відомі як мабваті. В цих лісах переважають великохвості маркешії (Marquesia macroura), загостренолисті маркешії (Marquesia acuminata), даніелії Алстіна (Daniellia alsteeniana) та берлінії Гіоргі (Berlinia giorgii).

## Фауна
Серед поширених в екорегіоні ссавців слід відзначити африканського буйвола (Syncerus caffer), смаглявого коба (Kobus ellipsiprymnus), північного бушбока (Tragelaphus scriptus), велику редунку (Redunca arundinum), жовтоспинного дуїкера (Cephalophus silvicultor), звичайного дуїкера (Sylvicapra grimmia), африканського бородавочника (Phacochoerus africanus) та саванного слона (Loxodonta africana). Головним хижаком регіону є лев (Panthera leo). Раніше в регіоні були широко поширені лісові слони (Loxodonta cyclotis), але наразі їх ареал і чисельність значно скоротилися. На північ від річки Конго зустрічаються західні рівнинні горили (Gorilla gorilla gorilla) та центральні шимпанзе (Pan troglodytes troglodytes).
Ендеміками екорегіону є підковики Адама (Rhinolophus adami) та оксамитові лазаючі миші (Dendroprionomys rousseloti). Майже ендемічним видом є лісовий підковик (Rhinolophus silvestris), який живе в лісистих саванах та тропічних лісах на північ від річки Конго. Серед птахів регіону слід відзначити ендемічних ангольських золотокосів (Cossypha heinrichi) та ангольських гонолеків (Laniarius brauni), а також майже ендемічного чорнощокого ткачика (Ploceus nigrimentus). Також ендеміками регіону є західноконголезькі амфісбени (Monopeltis guentheri) та камбондські жаби-верескуни (Arthroleptis carquejai).

## Збереження
Оцінка 2017 року показала, що 5563 км², або 1 % екорегіону, є заповідними територіями. Природоохоронні території включають: Національний парк Маюмба, Національний парк Лопе, Національний парк Мукалаба-Дуду та Національний парк плато Батеке в Габоні, Національний парк Конкуаті-Дулі, Національний парк Огове-Лекеті, Фауністичний заповідник Лефіні та Заповідник Чімпуанга в Республіці Конго, а також Національний парк Кангандала в Анголі.